# 철권 6
《철권 6》(Tekken 6, 鉄拳 6, 텍켄 6)는 남코사의 대전 격투 게임 철권의 8번째 작품이다.

## 캐릭터
- 간류
- 니나 윌리엄스
- 데빌 진
- 라스 알렉산데르손
- 레오(성우 - 서혜정)
- 레이 우롱(성우 - 안지환)
- 레이븐 (철권)
- 로저 주니어
- 리 챠오랑
- 리리 로슈포르
- 링 샤오유
- 마샬 로우
- 모쿠진
- 미겔 카바예로 로호
- 미시마 카즈야
- 미시마 헤이하치
- 밥 (철권)
- 백두산 (철권)
- 브라이언 퓨리
- 브루스 어빈
- 스티브 폭스
- 아머 킹(2대)
- 알리사 보스코노비치
- 안나 윌리엄스
- 에디 골도
- 왕 진레이
- 요시미츠(성우 - 시영준)
- 잭
- 줄리아 창
- 카자마 아스카
- 카자마 진
- 쿠마 (철권)
- 크레이그 머독
- 크리스티 몬테이로
- 킹 (철권)
- 팬더 (철권)
- 펭 웨이
- 폴 피닉스
- 화랑 (철권)(성우 - 엄상현)
- 낸시 (철권)
- 아자젤 (철권)

## 보스
아자젤 (철권)
철권 6에 추가된 보스이자, 역대 철권 시리즈중 최강의 크기, 비주얼과 압도감을 보여주는 보스 캐릭터이다. 당연히 일반적인 방법으로는 절대 고를 수가 없다.
이집트 고대의 조정자라고도 불렸으며 철권6 캐릭터 중 자피나 라는 캐릭터의 일족에 의해서 봉인되어왔으나 예언에 따른 진과 카즈야 (예언에 적혀있는 두개의 흉성)의 격돌로 인해 다시 풀리게 된다. 하지만 라스에 의해 한번 죽고 진에 의해 두 번 죽는다.
처음 등장 시 사기적인 오토 가드와 빠른 가드불능 무력화기, 철권 기술 중 유일하게 가드데미지가 추가되어있는 기둥 소환부터 시작해서 온갖 압도적인 기술들로 유저들에게 공포감을 주었으나 나중에는 공략이 철저하게 진행됨에 따라 과장되게 말하자면, '알고 상대하면 철권 역사상 최고의 호구 보스'라는 소리를 듣게되는 비운의 보스 캐릭터 이기도 하다.

공략법
리리나 머독처럼 리치가 길거나 전진성이 있는 원투류를 가진 캐릭터들의 경우, 원투 연타만으로도 아자젤을 격파할 수 있다. (아자젤의 기술들이 대부분 느리고 공격하는 시점부터 오토가드가 풀림으로 인해 빠른 원투를 계속 맞게된다. 그리고 반복이 되어서 아자젤은 사망하게 된다.)
레이븐의 경우 히트만 시킨다면 66LK (플라잉 콥스)를 연속으로 히트시켜서 공중에서 엄청난 히트수를 줄 수 있다.

아자젤은 캐릭터 대부분의 가드불능기를 순간적으로 회피할 수 있는 성능이 붙어 있는데 일부 캐릭터에 따라서 착지 캐치 가드불능기를 함으로써 역으로 아자젤에게 큰 데미지를 줄 수 있다.

리리 : 바운드 후 3RP로 공중으로 건져올린 뒤 재빨리 4LP + RK의 중단 가드불능기를 쓰면 아자젤이 누워있거나 횡으로 구르기를 하는데 어떤 것이든 히트하게 된다. (원래 일반 캐릭터의 경우는 누워있으면 맞지 않겠지만 아자젤은 타격판정이 무지막지하게 크므로 가능한 방법이다.)
데빌진 : 바운드 후 3LP, RP 류의 바운드기를 다시 입력하면 바운드가 아닌 바닥에 콱 박히는 모션이 나오는데 이럴 경우 아자젤은 90%의 확률로 공중에서 날아오기를 시전하게 된다. 아자젤이 공중에서 날아오르기를 시전할 시 데빌진이 재빨리 9AP 연타를 하게 되면..
화랑 : 왼발 자세로 돌아오는 바운드기를 쓴 후 재빨리 왼발 자세에서 6LK를 눌러 왼발 플라멩고 자세를 취한 후 다시 재빨리 LP + RK로 킬링호크를 입력하면 아자젤은 99%의 확률로 낙법을 치던 안 치던 큰 데미지로 맞게 된다.
폴 피닉스 : 바운드 후 재빨리 44AP를 입력하면 아자젤이 누워있게 되는데 무조건적으로 가드불능기가 바닥데미지로 들어간다. (이 역시 아자젤의 타격판정이 커서 맞는 문제이다.)
진 카자마 : 바운드 후 재빨리 다가가 7AP로 중단 가드불능기를 날리면 아자젤이 히트하게 된다. (진 카자마의 가드불능기 판정이 워낙 짧아서 높은 난이도를 요구한다.)
라스 : 바운드 후 4RP + LK로 중단 2타 가드불능기를 입력하면 히트를 하긴 하는데 앞의 1타만 히트하고 2타째를 공중에서 헛치는 사례가 발생하게 된다. 후상황도 매우 구리므로 비추천.
잭-6 : 바운드 후에 바로 6[RK,LP](따딱 느낌으로 빠르게) 입력하게 되면 90%로 아자젤이 일어나서 횡신을 치게 되는데 일단 피격 판정이 크기 때문에 맞는다.... 거기에다가 이 필살기는 딜레이가 적기 때문에 RP후에 다시 바운드 후 바로 6[RK,LP] 이걸 무한 반복.. 하지만 일단 올려져야 되기 때문에....
이외에도 여러 조합이 있다.

## 시스템
철권6에서 무엇보다 주목해야할 것은 바로 '바운드'라는 개념이다. 기술 자체로도 되는 것도 있지만 상대를 공중에 띄운 후, 내려찍는 모션의 공격을 하면(다 그런 것은 아니다) 적이 바닥에 찍혀져 반동을 입는데 거기서 그치지 않고 콤보를 계속 먹일 수 있다는 점이다. 바운드가 되었을 때의 판정만큼은 공중과 똑같다.
두 번째로 무너지는 바닥이다. 철권6에 존재하는 맵 중 몇 개는 특정한 맵의 부분에서 내려찍는 모션의 공격(바운드 안되는 것까지도 포함)을 하면 바닥이 무너진다. 그러면 두 명의 캐릭터 모두 밑으로 낙하하며, 다만 공격을 하던 캐릭터는 자세를 다시 바로잡는 모션을 취하며 정상적으로 지속적인 공격을 할 수 있으며, 공격을 당하고 있던 캐릭터는 바닥에 낙하하는 순간 바운드 판정이 된다. 조금만 머리를 쓰면 두 번씩이나 바운드를 할 수 있다. 덧붙여서 철권에 존재하는 맵 중 하나인 Temple Ground는 공중에서 적을 벽으로 몰고 갈 때 벽에 제대로 가격되면 벽이 부서지며 캐릭터가 벽에 몰려 있을 때 가격당하는 것과 똑같은 효과를 볼 수 있다.
세 번째로 레이지 모드라는 것이다. 본래 철권이란 격투 게임은 끝까지 보지 않으면 모르는 게임이다. 이것은 사실적으로 철권의 진리라고 볼 수 있었다. 그러나 확률도 확률인 것이, 상대방의 체력이 압도적으로 많으면 질 확률도 높을 수밖에 없었는데, 철권6에서는 체력이 어느 정도 한계점에 이르면 체력 게이지가 붉어지며 레이지 모드가 된다. 이 상태에서는 모든 기술의 데미지가 대폭 증가한다. 방어력이 소폭 깎인다는 단점은 있지만 보는 이로 하여금 더욱더 긴장감을 유발시키기엔 딱인 시스템이다.

## 평가
| 통합 점수      | 통합 점수                               |
| 통합사         | 점수                                    |
| -------------- | --------------------------------------- |
| 게임랭킹스     | (PSP) 82.60% (X360) 81.09% (PS3) 79.74% |
| 메타크리틱     | (PSP) 82/100 (X360) 80/100 (PS3) 79/100 |
| 평론 점수      |                                         |
| 평론사         | 점수                                    |
| 1UP.com        | B+                                      |
| 에지           | 7/10                                    |
| 유로게이머     | 7/10                                    |
| 게임 인포머    | 8.75/10                                 |
| 게임 레볼루션  | B-                                      |
| 게임프로       | 4/5                                     |
| 게임스팟       | 8.5                                     |
| 게임스파이     | 3.5/5                                   |
| 게임트레일러스 | 8.4/10                                  |
| 게임존         | 8.4                                     |
| IGN            | 8.8                                     |
| 플레이         | 7.5/10                                  |
| VideoGamer.com | 8/10                                    |

| 수상   | 수상                                                            |
| 평론사 | 수상                                                            |
| ------ | --------------------------------------------------------------- |
| IGN    | Best PSP Fighting Game Best PSP Fighting Game (Readers' Choice) |